# Самуель Гольмен
Самуе́ль Гольме́н (швед. Samuel Holmén, нар. 28 червня 1984, Аннелунд) — шведський футболіст, півзахисник клубу «Ельфсборг» і, в минулому, національної збірної Швеції.

## Клубна кар'єра
У дорослому футболі дебютував 2002 року виступами за команду клубу «Ельфсборг», в якій провів п'ять сезонів, взявши участь у 112 матчах чемпіонату. Більшість часу, проведеного у складі «Ельфсборга», був основним гравцем команди.
Своєю грою за цю команду привернув увагу представників тренерського штабу данського клубу «Брондбю», до складу якого приєднався 2007 року. Відіграв за команду з Брондбю наступні три сезони своєї ігрової кар'єри. Граючи у складі «Брондбю» також здебільшого виходив на поле в основному складі команди.
До складу турецького клубу «Істанбул ББ» приєднався 2010 року. За три сезони встиг відіграти за стамбульську команду 101 матч в національному чемпіонаті і забити 24 голи. Після цього влітку 2013 року покинув команду на правах вільного агента.
17 червня 2013 року перейшов у «Фенербахче», підписавши трирічний контракт. Незважаючи на те, що його нова команда здобула в першому ж сезоні чемпіонський титул, Гольмен виходив на поле вкрай рідко (6 разів), через що наступний сезон 2014/15 він змушений був провести в оренді в «Бурсаспорі», де був основним гравцем. На сезон 2015/16 був знову відданий в оренду, цього разу до «Коньяспора», де також стабільно виходив на поле в основному складі команди.
Влітку 2016 року контракт гравця з «Фенербахче» закінчився і він на правах оренди приєднався до «Істанбул ББ», в якому свого часу починав турецький етап своєї кар'єри.

## Виступи за збірні
2002 року дебютував у складі юнацької збірної Швеції, взяв участь у 10 іграх на юнацькому рівні.
Протягом 2003–2006 років залучався до складу молодіжної збірної Швеції. На молодіжному рівні зіграв у 22 офіційних матчах, забив 3 голи.
2006 року дебютував в офіційних матчах у складі національної збірної Швеції. Провів у формі головної команди країни 32 матчі, забивши 2 голи.

## Титули і досягнення
- Чемпіон Швеції (1):

«Ельфсборг»: 2006
- Володар Кубку Швеції (1):

«Ельфсборг»: 2003
- Володар Суперкубка Швеції (1):

«Ельфсборг»: 2007
- Володар Кубку Данії (1):

«Брондбю»: 2007/08
- Чемпіон Туреччини (1):

«Фенербахче»: 2013/14